# Kończewo (województwo warmińsko-mazurskie)
Kończewo – osada leśna w Polsce, w sołectwie Onufryjewo, położona w województwie warmińsko-mazurskim, w powiecie piskim, w gminie Ruciane-Nida.
W latach 1975–1998 miejscowość administracyjnie należała do województwa suwalskiego.